# Louis Ferdinand Elle il giovane
Louis Ferdinand Elle detto il giovane (Parigi, 1648 – Rennes, 5 settembre 1717) è stato un pittore francese.

## Biografia
Figlio di Louis Ferdinand Elle il vecchio, fu come il padre pittore di corte e divenne famoso come ritrattista.
Dal 1681 al 1685 fu professore presso l'accademia reale di pittura e scultura, ruolo che dovette lasciare a causa della revoca dell'Editto di Nantes.
Nel 1695, Louis Ferdinand Elle le Jeune lascia Parigi e si trasferisce a Rennes. Nel 1706, gli fu affidato l'incarico della decorazione della Camera delle Inchieste del Palazzo del Parlamento di Bretagna, che completò in tre anni.
Con la sua morte nel 1717 si chiuse anche l'atelier di famiglia
Tra le sue opere sono da menzionare il ritratto della Marchesa di Maintenon con la nipote, ora conservato a Versailles, e la Presentazione della Vergine al Tempio, al museo di Rennes.

## Galleria d'immagini

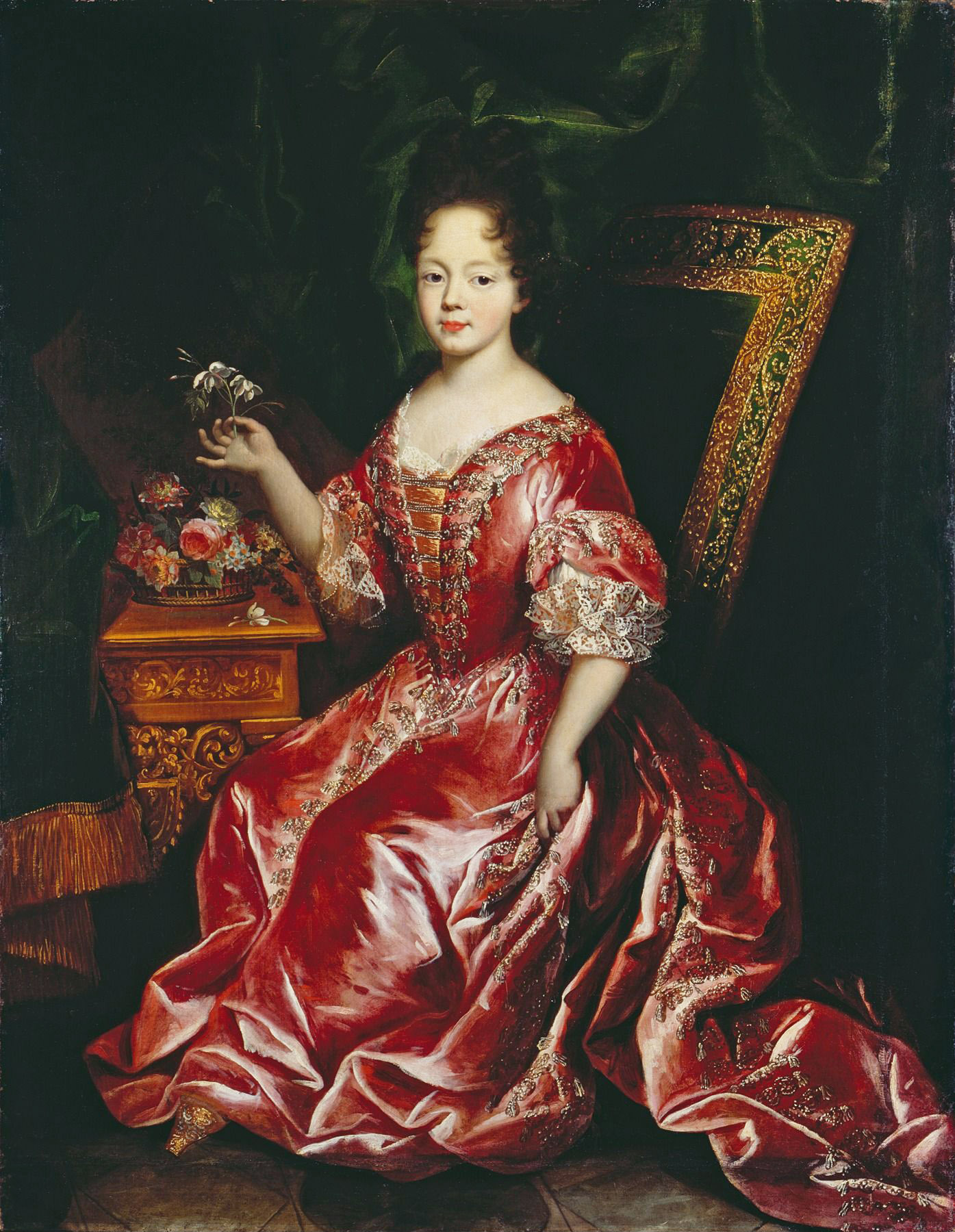
Ritratto di Élisabeth Charlotte d'Orléans
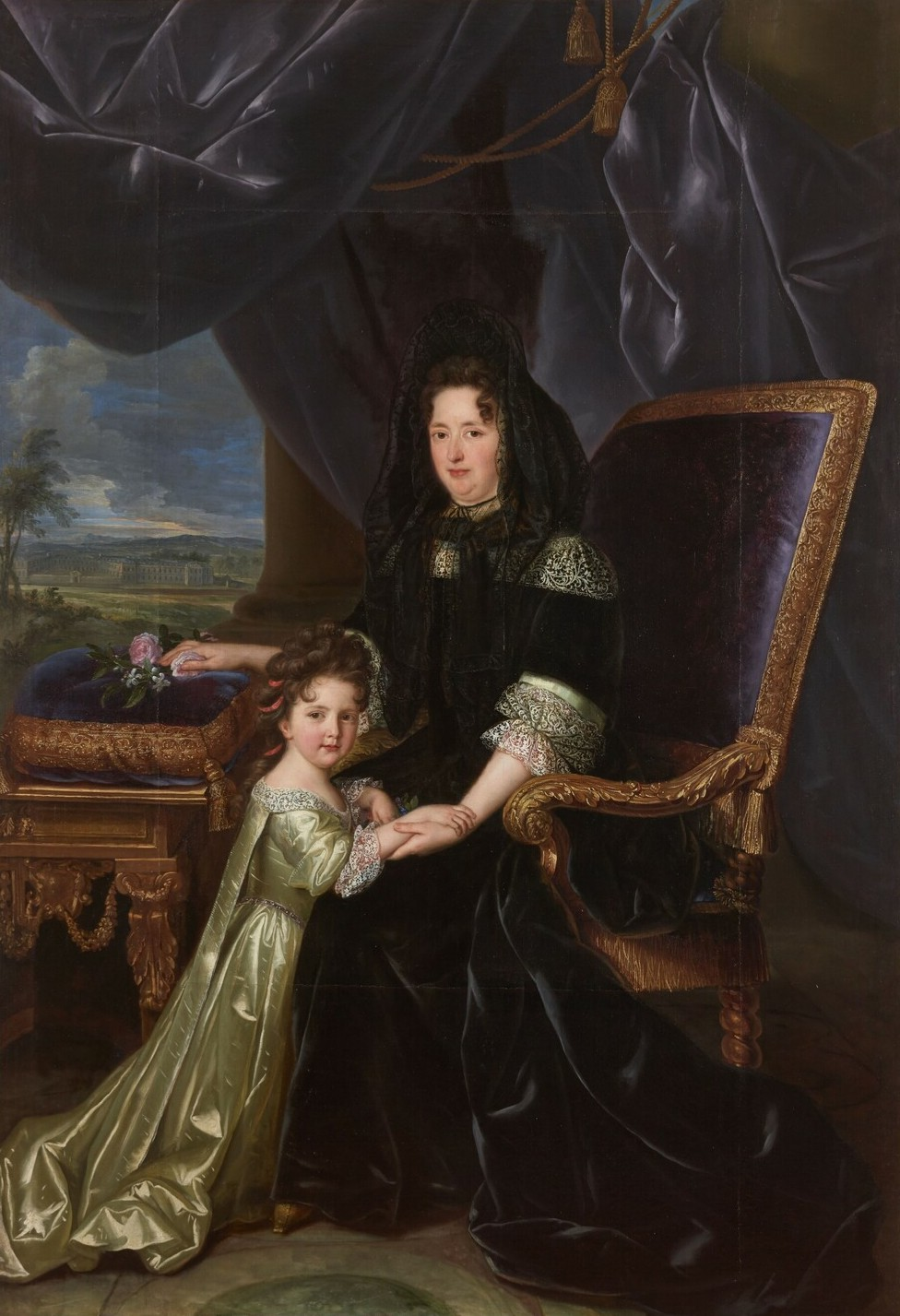
Ritratto della Marchesa di Maintenon con la nipote
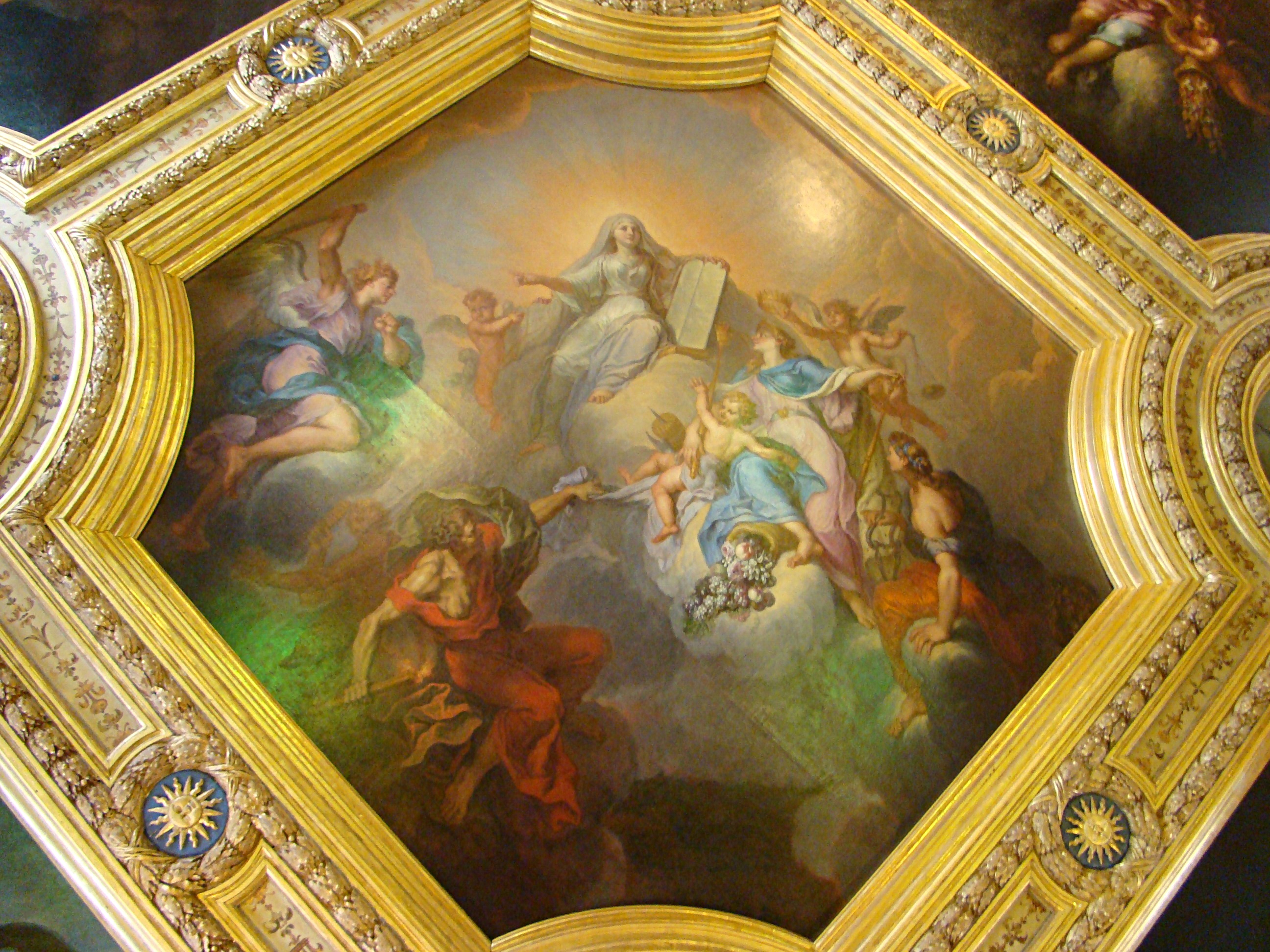
Il Trionfo della Giustizia, parte della decorazione del Parlamento di Bretagna